# Єнбай (провінція)
Єнбай (в'єт. Yên Bái) — провінція у північно-західному регіоні В'єтнаму. Площа становить 6899,5 км², населення — 740 397 жителів. Адміністративний центр — місто Єнбай.

## Географія
Рельєф провінції переважно гірський, територія піднімається у напрямку зі сходу на захід і з півдня на північ. Середня висота регіону над рівнем моря 600 метрів. Основні річки, що протікають через Єнбай: Хонгха (Червона) і Да (Чорна), крім того є ще безліч невеликих річок, каналів та озер. На території Єнбай знаходиться велике водосховище Тхакба, площею 234 км².

## Населення
За даними на 2009 рік населення становить 740 397 осіб, середня щільність населення — 107,39 осіб/км². Частка чоловіків — 49,59 %, жінок — 50,41 %. Крім в'єтнамців (342 892 особи, 46,31 % населення провінції) тут проживають й інші етнічні групи: тай — 135 314 осіб (18,28 %), яо — 83 888 осіб (11,33 %), мяо — 81 621 особа (11,02 %), тхай — 53 104 особи (7,17 %), нунг — 14 821 особа (2,00 %), мионги — 14 619 осіб (1,97 %), сантяй — 8 461 особа (1,14 %), інші — 5 677 осіб (0,77 %).

## Історія
Провінція широко відома завдяки антиколоніальному повстанню
місцевих націоналістів.

## Економіка і транспорт
У період з 1990 по 2004 роки середньорічне зростання економіки становило 7,5 %. Економіка базується переважно на сільському господарстві, крім того, на території провінції є поклади апатиту, кальциту, біотиту, корунду, графіту, кварцу та ін.
Через провінцію проходять важливі транспортні шляхи з Ханоя на північний захід, у Лаокай і китайську провінцію Юньнань.

## Галерея

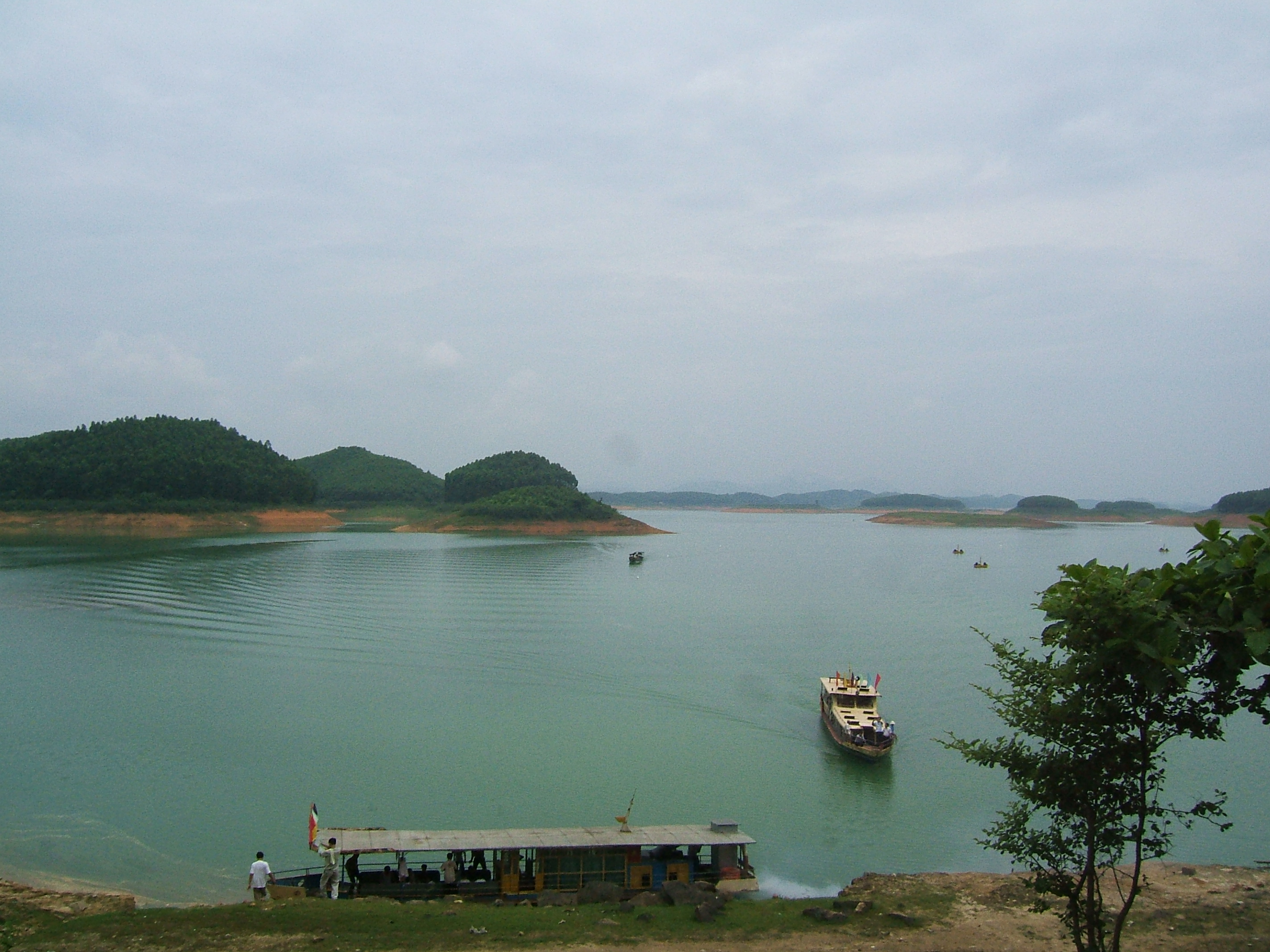
Водосховище Тхакба
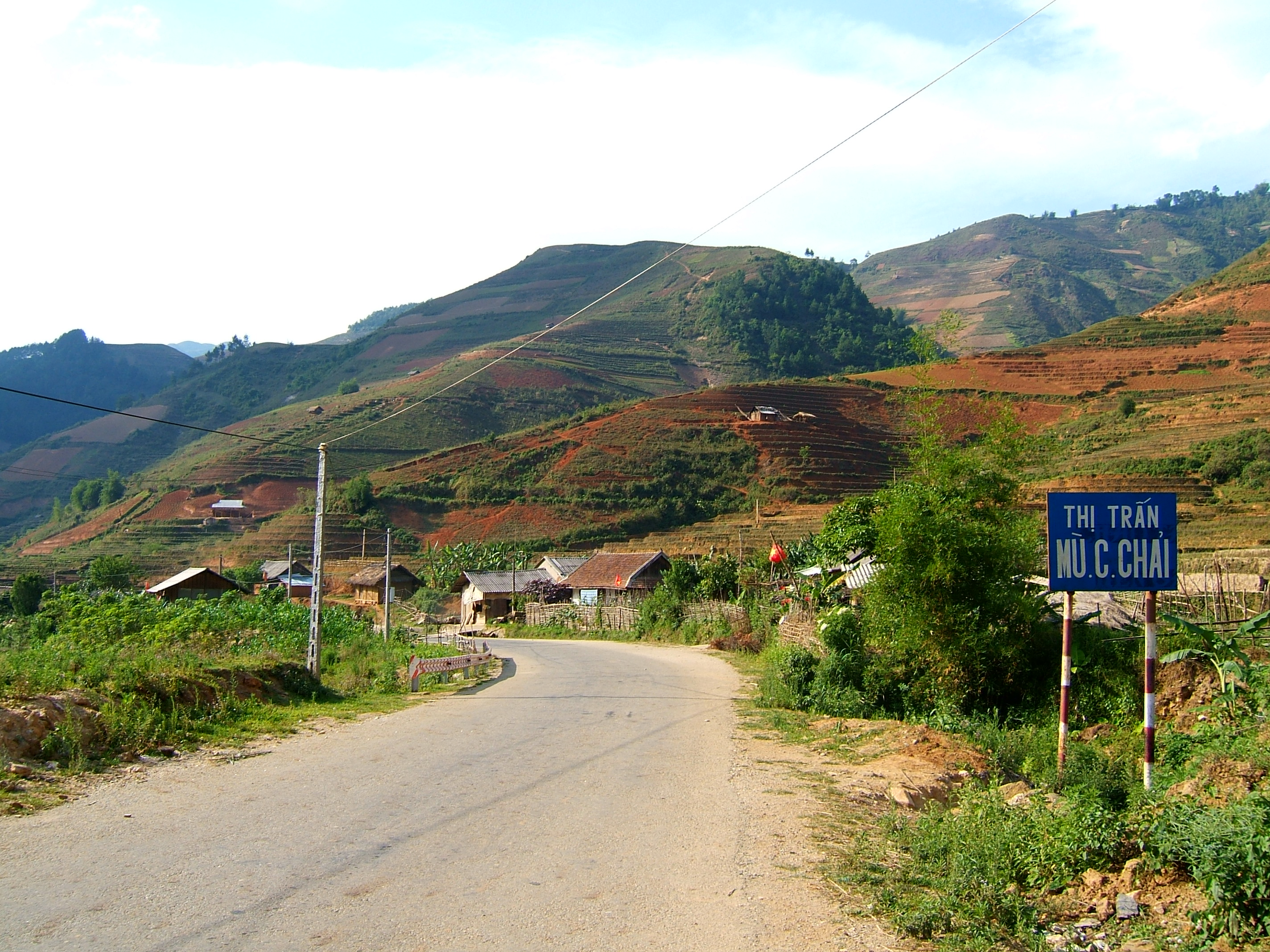
Місто Мукангтяй